# 天主教藻拉納魯教區
天主教藻拉納魯教區（拉丁語：Dioecesis Tolagnarensis）是馬達加斯加一個羅馬天主教教區，屬圖利亞拉總教區。

## 歷史
1896年1月16日設南馬達加斯加宗座代牧區，1913年5月20日易名太子堡代牧區。1955年9月14日升為教區。1989年11月13日易名至今。

## 現況
2010年有教友97,178人（佔轄區總人口9.6%）、十六個堂區、卅二名司鐸。現任教區主教為味噌爵·拉庫圖扎菲。